# Universiteit del Norte
De Universiteit del Norte (Uninorte, Spaans: Universidad del Norte) is een private onderzoeksuniversiteit, gevestigd in Barranquilla, Colombia. De universiteit werd opgericht in 1966 door een groep bedrijven onder leiding van de Amerikaan Karl C. Parrish.
In de QS World University Rankings van 2020 staat de Universiteit del Norte op een 65ste plaats van Latijns-Amerika, waarmee het de 9e Colombiaanse universiteit op de lijst is.
- Catàleg d'autoritats de noms i títols de Catalunya: 981058529224606706
- International Standard Name Identifier: 0000 0004 0486 8632
- Library of Congress Control Number: n84034065
- Nationale Bibliotheek van Tsjechië: ko2010564383
- Nationale Bibliotheek van Israël: 987007587769005171
- Virtual International Authority File: 141940778